# Francesco Robortello

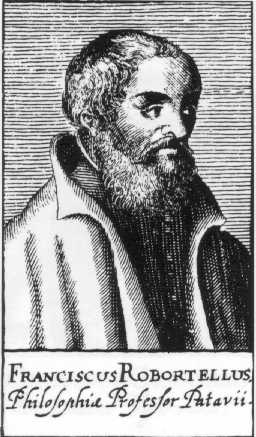
Francesco Robortello

Francesco Robortello (auch Francesco Robertello, latinisiert Franciscus Robortellus; * 9. September 1516 in Udine; † 18. März 1567 in Padua) war ein italienischer Renaissance-Humanist. Er lehrte als Professor an verschiedenen italienischen Universitäten. Als Wissenschaftstheoretiker sowie als Herausgeber und Kommentator von Werken der antiken Literatur war er von großer Bedeutung.

Francesco Robortello studierte an der Universität Bologna. 1538 wurde er Professor an der Universität Lucca und unterrichtete Philosophie, Latein, Griechisch und Rhetorik. 1543 wechselte er an die Universität Pisa, 1549 an die Universität Venedig, 1552 an die Universität Padua, 1557 an die Universität Bologna und 1560 erneut nach Padua, wo er sieben Jahre später starb.
Als Robortellos wichtigste Arbeiten gelten die Herausgabe der Werke von Aischylos im Jahr 1552 und die Herausgabe der Schrift Über das Erhabene (Pseudo-Longinos) im Jahr 1554. Bei Aischylos besorgte er die editio princeps der Scholien und brachte eine große Zahl von Emendationen ein. Die Herausgabe von Über das Erhabene war von kaum ermesslicher Wirkung und Bedeutung für die weitere Forschung. Zu Aristoteles’ Poetik verfasste er den ersten neuzeitlichen Kommentar, der in verschiedenen Punkten für die späteren Debatten die Grundlagen legte. Zudem deutete er einige Aussagen des Aristoteles aus der Sicht seiner Zeit neu. Als Theoretiker trat er beispielsweise mit einer Arbeit zu Textkritik hervor, in der er als erster neuzeitlicher Philologe die Arbeitsweisen der eigenen Wissenschaft reflektierte. In seinem Werk Disputatio setzte er sich mit den Methoden der Geschichtsschreibung auseinander.
Robortello war ein ausgesprochen streitbarer Charakter mit hochfahrendem Temperament. Mit dem ihm auf diesem Gebiet überlegenen Carolus Sigonius lieferte er sich einen bissigen Streit um die Deutung der römischen Geschichte. Seine Streitsucht brachte ihm den Spottnamen Canis grammaticus („grammatischer Hund“) ein.

## Schriften

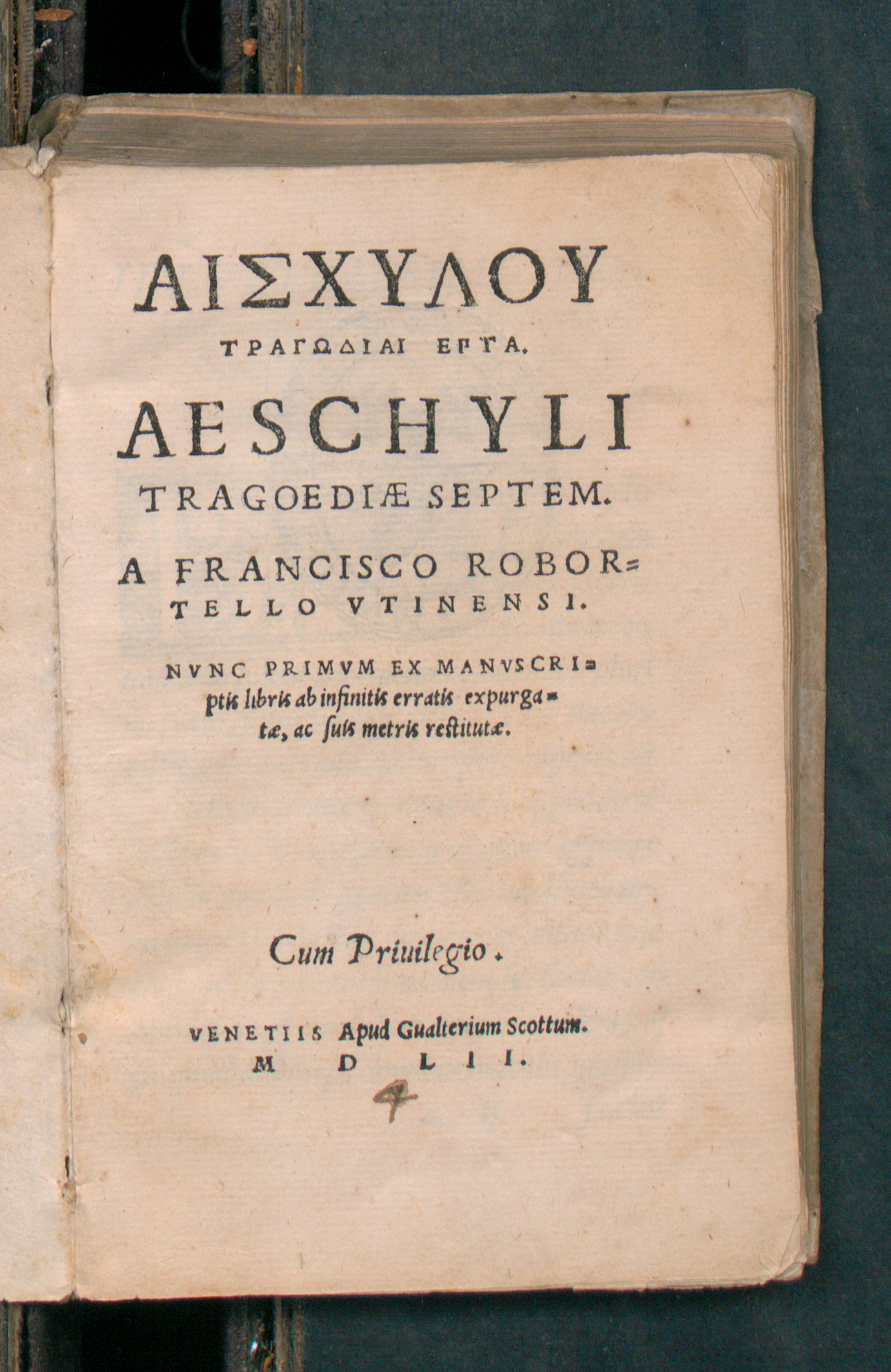
Aeschyli Tragoediae septem in der Ausgabe des Francesco Robortello, 1552

- De historica facultate disputatio. Florenz 1548 (auch De arte historica)
- De rhetorica facultate. 1548.
- In librum Aristotelis De arte poeticam explicationes. Florenz 1548 (auch 1555).
- Dionysii Longini rhetoris praestantissimi liber de grandi sive sublimi orationis genere ... cum adnotationibus. Basel 1554.
- Thesaurus criticus. 1557 (auch 1604).
- De arte sive ratione corrigendi antiquos libros libri II. Padua 1557 (auch 1662).
- De artificio dicendi. 1567.

## Ausgaben und Übersetzungen
- Giuseppe Pompella (Hrsg.): Francisci Robortelli Utinensis De arte sive ratione corrigendi antiquorum libros disputatio. Loffredo, Napoli 1975 (kritische Edition mit italienischer Übersetzung und Kommentar)